# Baila conmigo (canção)
"Baila Conmigo" é uma canção da cantora norte-americana Selena Gomez e do rapper porto-riquenho Rauw Alejandro, gravada para o EP de Gomez Revelación (2021). Foi lançada pela Interscope Records em 29 de janeiro de 2021 como segundo single do EP.

## Antecedentes
Em dezembro de 2020, Gomez afirmou que tem "um pequeno recipiente de coisas boas chegando",  e a Billboard afirmou que isso "poderia incluir um projeto em espanhol". Vários murais foram vistos no México, revelando os títulos das canções "De Una Vez" e "Baila Conmigo", gerando especulações entre fãs e a grande mídia de que Gomez lançaria canções latina em breve.
Em 14 de janeiro de 2021, Gomez lançou "De Una Vez" como o primeiro single de seu projeto em espanhol. As palavras "Baila Conmigo" foram vistas no final do videoclipe. Em 26 de janeiro, Gomez anunciou que "Baila Conmigo" seria lançada em 29 de janeiro. Gomez disse em um comunicado de imprensa que "quer que todos dancem" com a canção.

## Composição
"Baila Conmigo" é uma canção de reggaeton. Na canção, Gomez e Alejandro trocam letras sensuais sobre dança e desejo, apesar de haver uma barreira linguística entre eles.

Foi muito interessante para mim trabalhar nesta música com a Selena. É uma canção que combina a autêntica sonoridade do reggaeton com elementos como a guitarra mais pesada, que tende mais ao pop— Tainy sobre a produção de "Baila Conmigo, Pitchfork

## Recepção
A Billboard descreveu a canção como "sedutora e contagiosa". Escrevendo para We Are Mitú, Lucas Villa descreveu a química entre Alejandro e Gomez na pista como "tangível", e chamou-os de "time dos sonhos que não sabíamos que precisávamos". Carolyn Twersky, da Seventeen, escreveu que a faixa "definitivamente vai te fazer dançar".

## Videoclipe
O videoclipe de "Baila Conmigo" foi lançado no YouTube em 29 de janeiro de 2021, e foi dirigido pelo brasileiro Fernando Nogari. As cenas em que Selena e Rauw aparecem foram gravadas em um estúdio em Los Angeles, Califórnia. Enquanto as cenas na praia foram gravadas em Icapuí, cidade litorânea do Ceará.